# Argyrosomus coronus
Argyrosomus coronus är en fiskart som beskrevs av Griffiths och Heemstra, 1995. Argyrosomus coronus ingår i släktet Argyrosomus och familjen havsgösfiskar. Inga underarter finns listade i Catalogue of Life.

## Bildgalleri

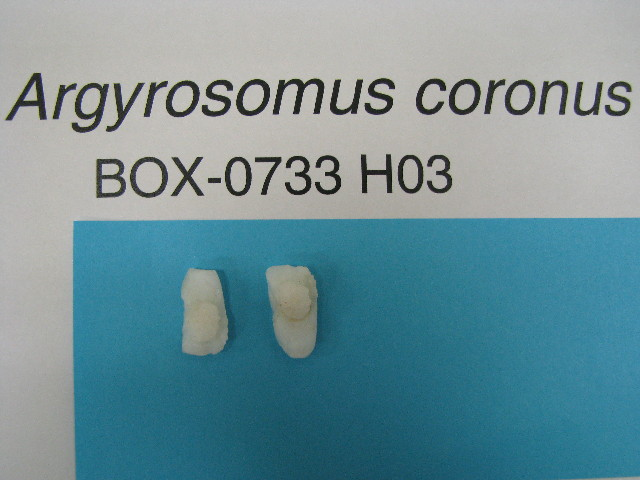
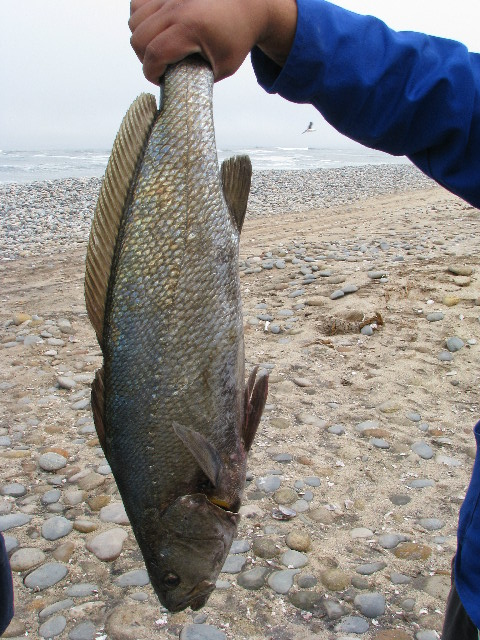